# Подключична вена
Подключичната вена (v. subclavia) е продължение на подмишничната вена, която придружава подмишничната артерия. Намира се пред и надолу от подключичната артерия и зад гръднично-ключичната става се свързва с вътрешната яремна вена.
Съществуват две подключични вени, по една от двете страни на човешкото тяло, с диаметър приблизително колкото този на най-малкия пръст.